# Апалиха (Пензенская область)
Апалиха — деревня в Белинском районе Пензенской области. Входит в состав Лермонтовского сельсовета.

## География
Деревня расположена в юго-западной части области на расстоянии примерно в 17 километрах по прямой к востоку-юго-востоку от районного центра Белинского.
Часовой пояс
Деревня Апалиха как и вся Пензенская область, находится в часовой зоне МСК (московское время). Смещение применяемого времени относительно UTC составляет +3:00.

## Население
| 2010 |
| ---- |
| 6    |

Национальный состав
Согласно результатам переписи 2002 года, в национальной структуре населения русские составляли 94 % из 16 чел..